# Asha Puthli

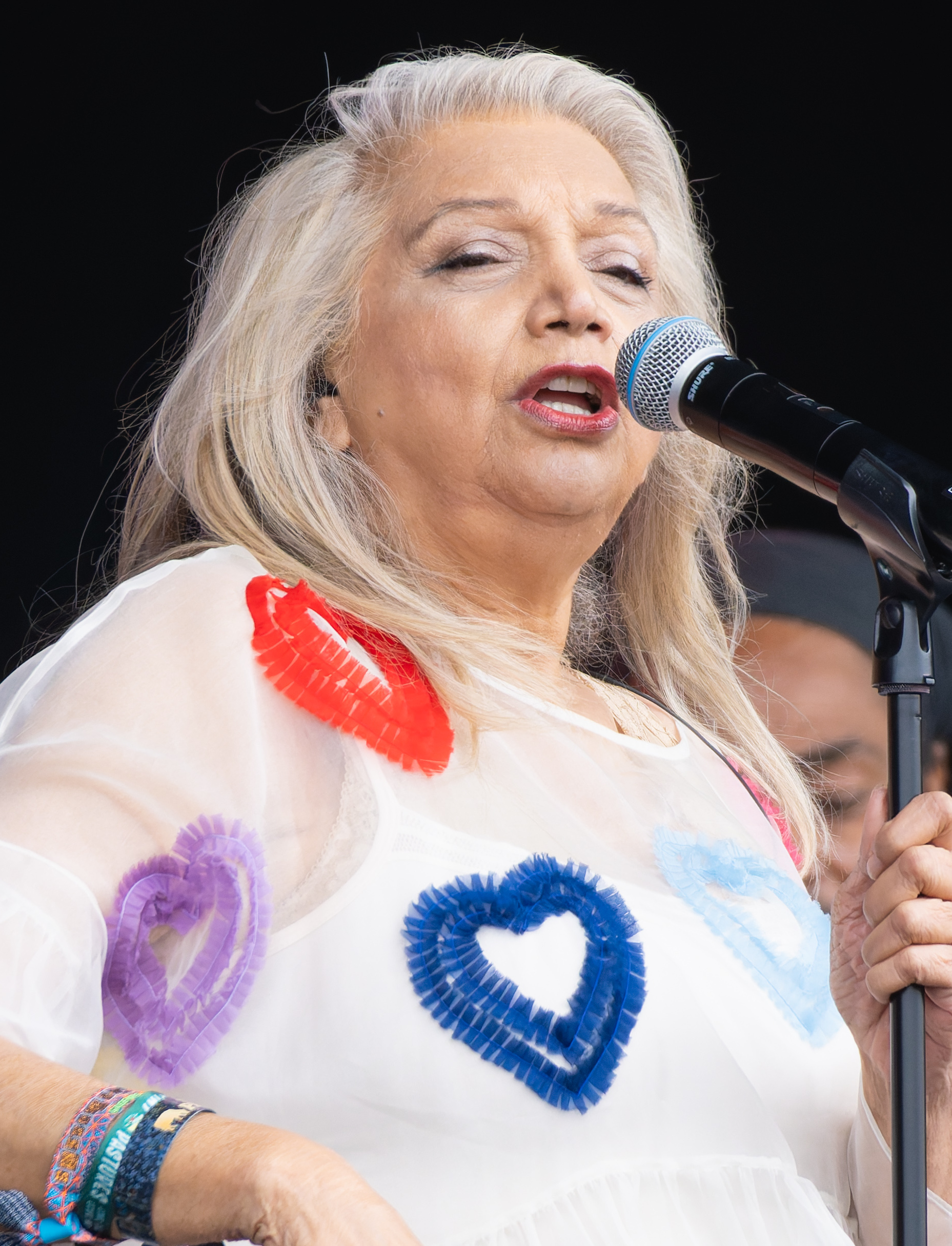
Asha Puthli (2024)

Asha Puthli (* 4. Februar 1945 in Bombay) ist eine indische Sängerin und Schauspielerin. In ihrer rund 40-jährigen Karriere nahm sie Platten in den Bereichen Jazz, Disco, Soul und Pop auf.

## Karriere
Asha Puthli begann ihre musikalische Karriere in den 1960er Jahren. So entstand 1967 in Singapur eine EP mit der Gruppe The Surfers, die Coverversionen von vier internationalen Hits, Angel In The Morning, Sound Of Silence, Sunny und Fever, enthält. Später zog Puthli nach New York und baute hier ihre Karriere im Musikgeschäft aus. 1971 buchte der Free-Jazz-Pionier Ornette Coleman die Sängerin für sein Album Science Fiction. Puthlis Gesang ist bei den Liedern What Reason Could I Give und All My Life zu hören. Es war das erste Mal, dass Coleman überhaupt mit Gesang arbeitete.
Ein Jahr später spielte Puthli eine freizügige Rolle in James Ivorys Film Savages, der in Indien verboten wurde. 1973 veröffentlichte sie ihr Debütalbum Asha Puthli, das neben einer ungewöhnlichen Coverversion von George Harrisons I Dig Love auch eine Version von J.J. Cales Right Down Here enthält. Die Fantastischen Vier übernahmen das Stück 1992 als Sample für ihren ersten Hit Die da!?!. Ferner enthält Asha Puthli die erste Eigenkomposition der Sängerin auf einer Platte: Truth. Puthlis extravagante Mischung aus Soul, Jazz, Funk sowie psychedelischen und indischen Elementen erregte zwar Aufsehen, konnte sich aber kommerziell nicht behaupten. Auch die nachfolgende LP She Loves to Heart the Music brachte nicht den erhofften Durchbruch.
Ab Mitte der 1970er-Jahre nahm Puthli zahlreiche Disco-dominierte Platten in Deutschland auf, die kommerziell vor allem in Italien erfolgreich waren. So schaffte es dort der Titelsong ihrer 1976er-LP The Devil Is Loose 1978 auf Platz 10 der M&D-Charts. In diesen Jahren verzichtete sie zeitweise auf ihren Nachnamen. So erschien auch die New-Wave-inspirierte LP I’m Gonna Kill It Tonight (1980) nur als Asha.
1979 kehrte Puthli für Bruno Corbuccis Ein Superbulle gegen Amerika ins Filmgeschäft zurück. Sie spielte nicht nur eine der Hauptrollen, sondern steuerte auch die beiden Songs The Whip und The Sound of Money bei. In den 1980er Jahren zog sich die Sängerin eine Zeitlang aus dem Musikgeschäft zurück. Zahlreiche Hip-Hop-Künstler übernahmen in den folgenden Jahrzehnten Samples aus Puthlis alten Aufnahmen für ihre eigenen Songs, darunter Notorious B.I.G., Diddy, Jay-Z, The Neptunes oder Jermaine Dupri. Puthli selbst tritt seit einigen Jahren wieder auf und veröffentlichte 2008 mit Lost auch wieder ein neues Album. Ein Jahr später folgte der Song Love Unconditional für den Film Finding Bliss. Im Jahr 2021 veröffentlichte das britische Independent-Label Mr Bongo Records ihr Album „The Devil is Loose“ aus dem Jahr 1976 neu und legte 2022 eine 20 Titel umfassende Anthologie nach.

## Privat
Puthli war mit Marc Goldschmidt verheiratet. Ihr gemeinsamer Sohn Jannu Alain Goldschmidt wurde 1975 in New York geboren. Er versuchte sich einige Jahre als Filmregisseur, war aber zuletzt als Editor beim Fernsehen tätig.

## Diskografie

### Alben
- 1973: Asha Puthli (CBS)
- 1974: She Loves to Hear the Music (CBS)
- 1976: The Devil Is Loose (CBS)
  - Produziert von Dieter Zimmermann in den Hansa Tonstudios, Berlin
- 1978: Asha (auch bekannt als L'indiana) (CBS)
- 1979: 1001 Nights of Love (Autobahn Records)
  - Produziert von Rainer Pietsch im Union Studio, München
- 1980: I'm Gonna Kill it Tonight (Autobahn Records)
  - Produziert von Rainer Pietsch
- 1982: Only the Headaches Remain (Woorell Records), nur in Japan erschienen
  - Produziert von Rainer Pietsch
- 1990: Hari Om (Pan Music/CBS)
- 1998: Asha: The New Beat of Nostalgia (Eigenvertrieb)
- 2009: Lost (Kyrone Gp Music)
- 2022: The Essential Asha Puthli (Mr Bongo), enthält Aufnahmen von 1968 bis 1990